# Melis Béla
Melis Béla (Békéscsaba, 1959. szeptember 25. – 2024. július 19.) magyar labdarúgó. csatár, az 1987–88-as NB I-es idény gólkirálya.

## Pályafutása

### Klubcsapatban
1972 nyarán igazolt a Szalvai SE-ből a Békéscsabai Előrébe. Junior éveit a Békéscsabai Előre csapatában töltötte. Innen került a Szolnoki MTE együtteséhez, ahol 1978-ig játszott. 1978–79-ben a Bp. Honvéd csapatában szerepelt. Az 1979–80-as idény őszi fordulóiban még a kispestiek színeiben szerepelt, így a bajnokcsapatnak is tagja volt. 
1979 és 1985 között ismét nevelőegyesületének játékosa volt, majd két idényt a Rába ETO-ban játszott, ahol az 1985–86-os szezonban bronzérmes lett. Az 1987–88-as idényben a Debreceni MVSC csapatához szerződött és 19 góljával a bajnokság gólkirály lett. 
Az 1988 október végén a bundabotrány kapcsán az MLSZ felfüggesztette játékjogát, amit 1989 januárjában kapott vissza, miután a rendőrségi nyomozás nem igazolta bűnösségét. Ekkor már nem kívánt Debrecenben játszani és külföldre szerződésének lehetősége is megszűnt. Felfüggesztése miatt nem vehetett részt a France Football Aranycipő díjátadó gáláján sem. 
1989 februárjától a DMVSC kölcsönadta a Vasasnak. A szezon végén itt fejezte be NB I-es pályafutását.

### A válogatottban
1988-ban három alkalommal szerepelt az olimpiai válogatottban és két gólt szerzett. Nyolcszoros ifjúsági válogatott (1977–78, 2 gól), nyolcszoros utánpótlás válogatott (1979–81, 3 gól).

## Sikerei, díjai
- Magyar bajnokság
  - bajnok: 1979–80
  - 3.: 1985–86
  - gólkirály: 1987–88 (19 gól)